# KZ-Baracke

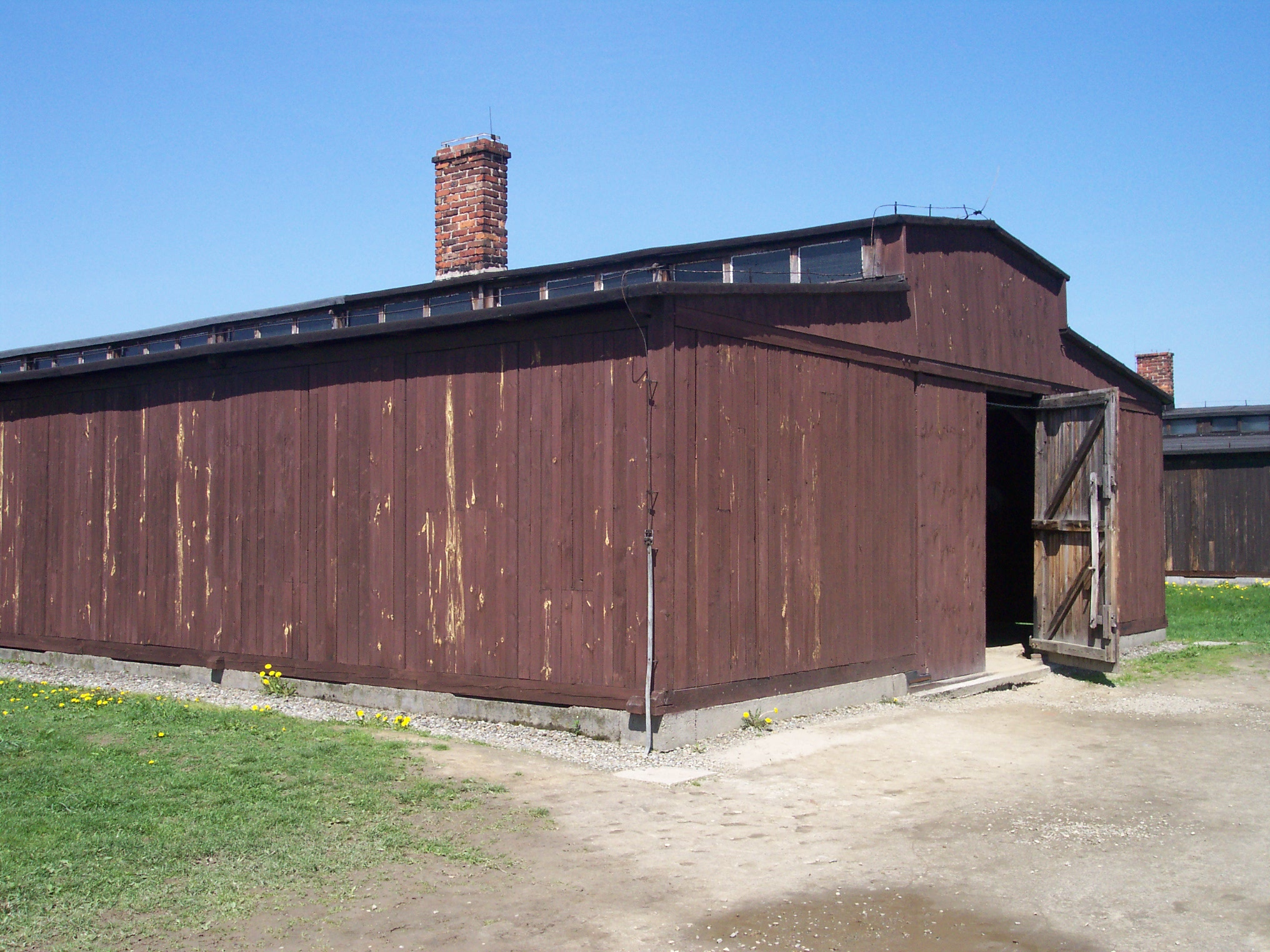
Baracke in Auschwitz-Birkenau, Typ Pferdestall

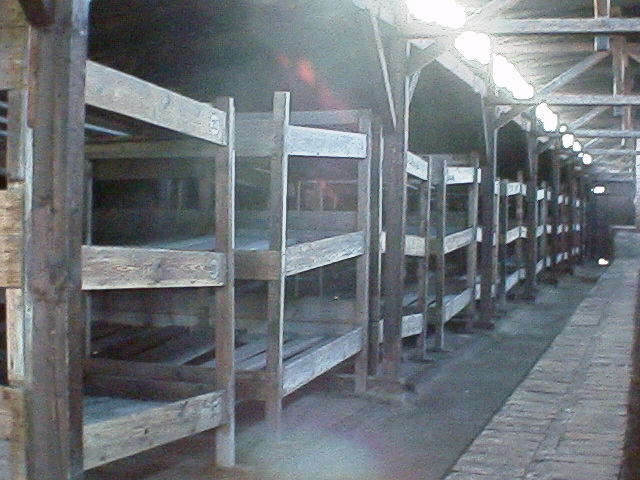
Unterkunft in Auschwitz-Birkenau

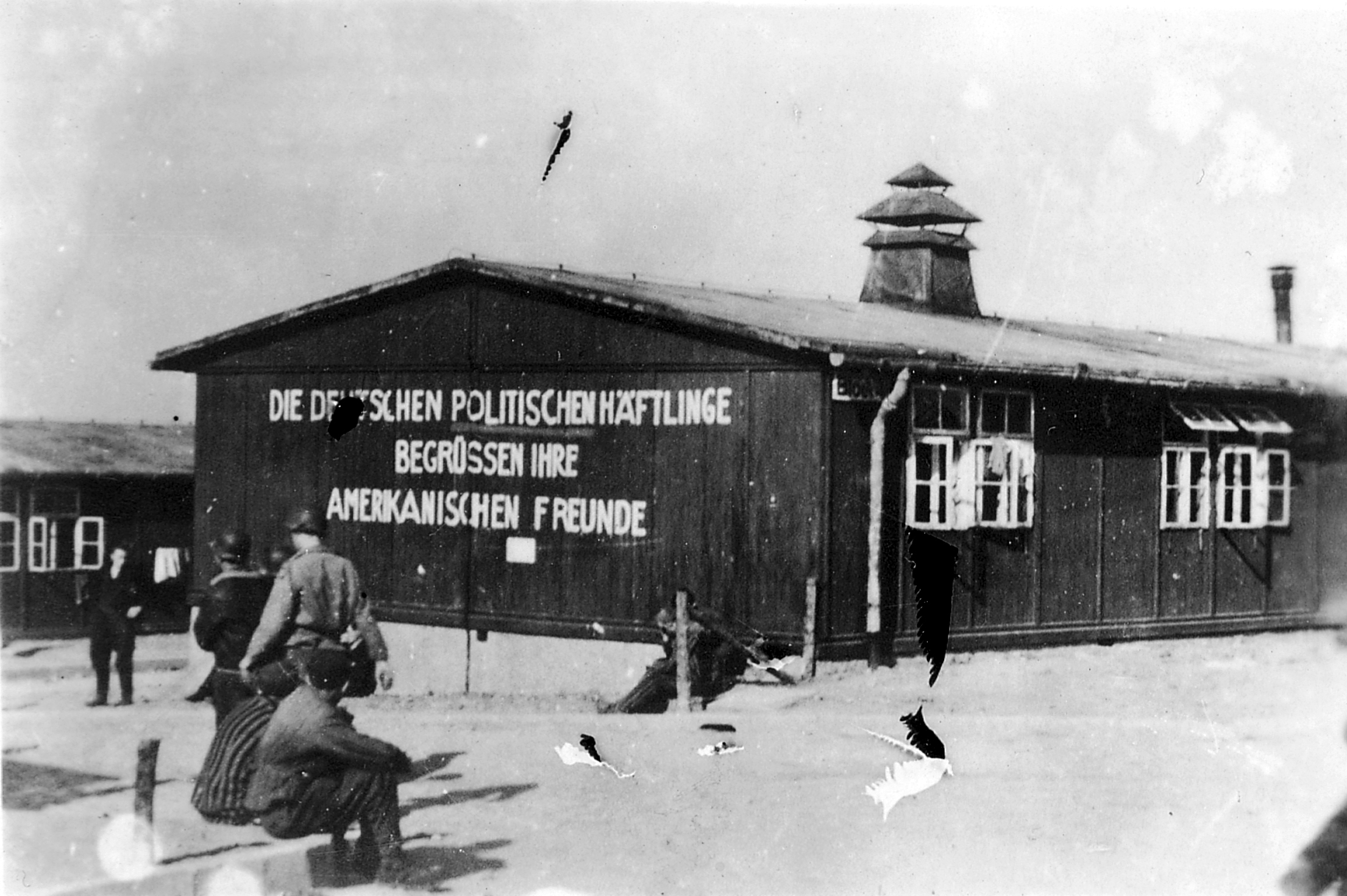
KZ Buchenwald, 16. April 1945

Die KZ-Baracke (Abkürzung für Konzentrationslager-Baracke) wurde im SS-Jargon Block genannt – dazu wurde jeweils eine Zahl der Nummerierung zur Unterscheidung der weitgehend baugleichen Hütten des SS-Konzentrationslagers dazugesagt (Beispiel: Block 8). Wahrscheinlich ist das Wort Block von Wohnblock abgeleitet. Alle Baracken zusammen bildeten das Schutzhaftlager, den jeweiligen Häftlings-Bereich eines Konzentrationslagers.

## Beschreibung
Die Gefangenen lagen im KZ Auschwitz-Birkenau in für Pferde vorgesehenen Holz-Stallboxen, in denen dreistöckige Holzgestelle als Schlafplätze aufgestellt wurden. Meist mussten Gruppen von 8 bis 12 Mann in einem solchen „Regalabschnitt“ liegen und konnten sich nachts wegen der Nachbarn gar nicht frei bewegen. Ebenso konnten sie in der Nacht nicht zu den Toiletten-Baracken, da ihnen verboten wurde, die Schlafstelle in der Nacht zu verlassen.
Jedes Gebäude war etwa 30 Meter lang und acht bis zehn Meter breit. Während die Wände knapp über zwei Meter hoch waren, stieg die Höhe zur Hausmitte an, bei den Holzbaracken (Typ Pferdestall) auf über fünf Meter bei dem Belüftungs-Dachreiter in der Mitte der Längsachse. Es gab keine Innendecke (Zwischendecke). Das mit Teerpappe abgedichtete Giebeldach ruhte direkt auf den Wänden. Eine Beheizung war nicht überall vorgesehen – dafür gab es evtl. zwei gemauerte Kamine.
Bei einer Baracke (aus dem Span./Frz. barro für Lehm) handelte es sich in der Regel um ein provisorisches Gebäude zur vorübergehenden massenhaften Unterbringung von Personen, wie Soldaten, Arbeiter, Kriegsgefangene, Internierte, Zwangsarbeiter oder einer Werkstatt u. ä. Fast jeder Block in den Konzentrationslagern wurde durch eine Zwischenwand quer geteilt. In jedem Teil gab es zwei große und zwei kleine Räume. In den Schlafräumen waren entlang der Außenwand drei Zwischenböden eingezogen, die durch weitere Unterteilungen die zwei bzw. dreigeschossigen Schlafkojen bildeten. Auf diese Weise wurden pro Baracke 400 bis zu 700 Menschen untergebracht. (Es wurde auch von einer Belegung mit 936 Personen, ja sogar von über 2000 berichtet). 10, 11 oder 12 Personen mussten in Fächern von 4 m Breite schlafen.
Die Innenausstattung war so primitiv, dass sie eher einem Tierstall glich. Genauso schlecht waren die Bedingungen in den Holzbaracken, die eigentlich als Pferdeställe für die Armee konstruiert worden waren.
Waschmöglichkeiten und Toiletten gab es in den Baracken oft gar nicht oder nur teilweise. Kleidung und Schlafpritschen der Gefangenen waren häufig mit Kot verschmutzt, weil nahezu alle KZ-Häftlinge an Hungerdurchfall litten. Überall gab es Ungeziefer und Ratten.

## Baracken in einzelnen Konzentrationslagern

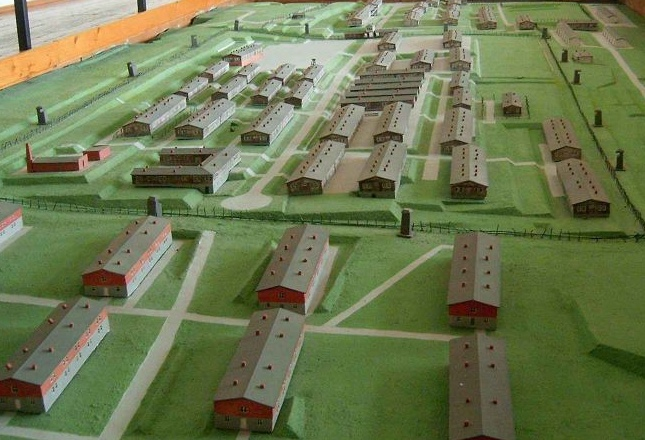
Lagerplan KZ Groß-Rosen

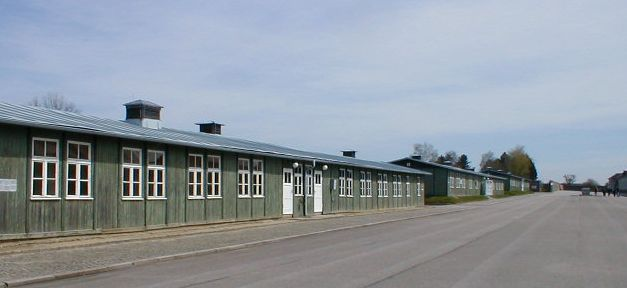
Häftlingsbaracke im KZ Mauthausen

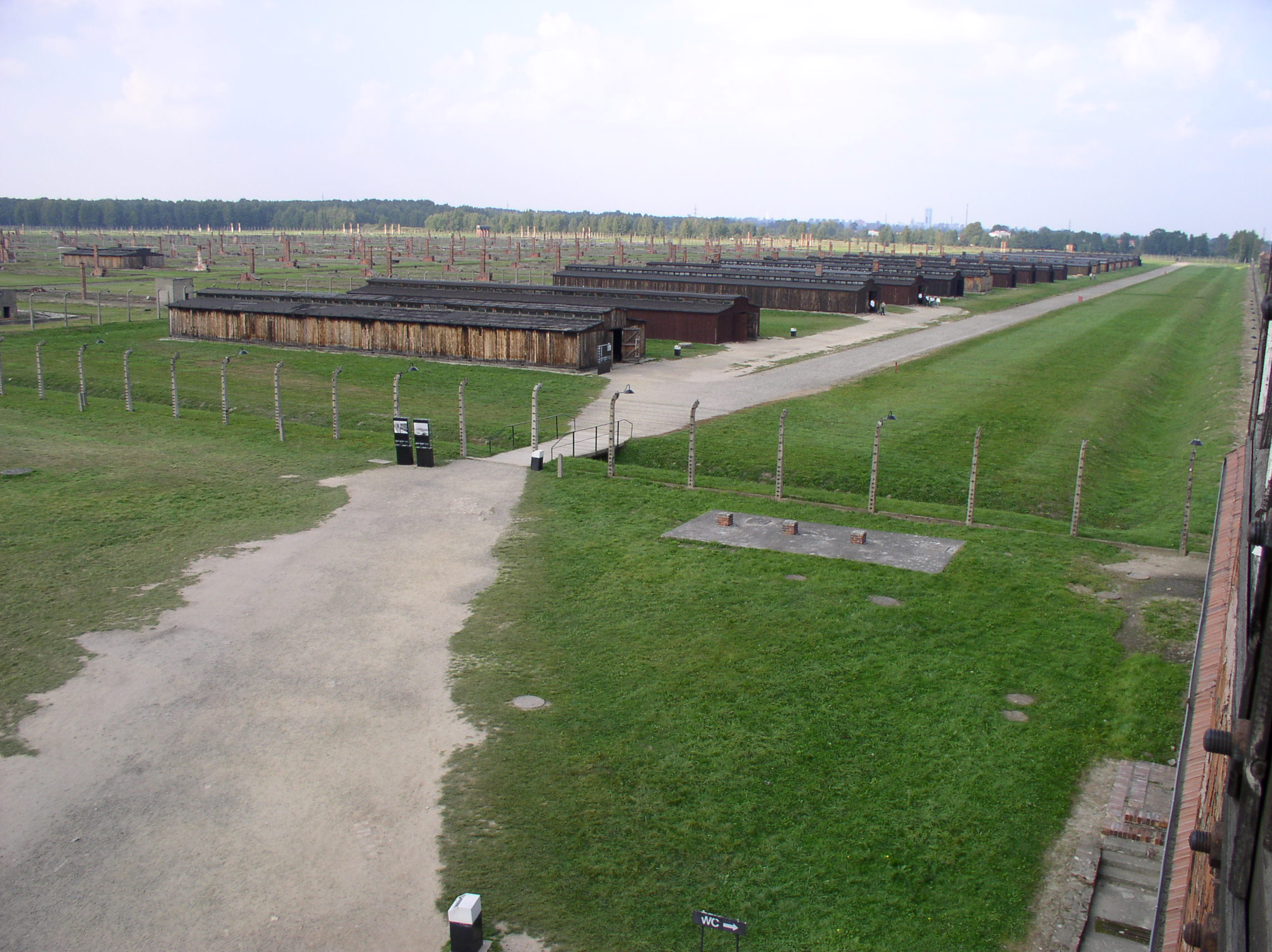
Auschwitz-Birkenau, Teilansicht, 2005

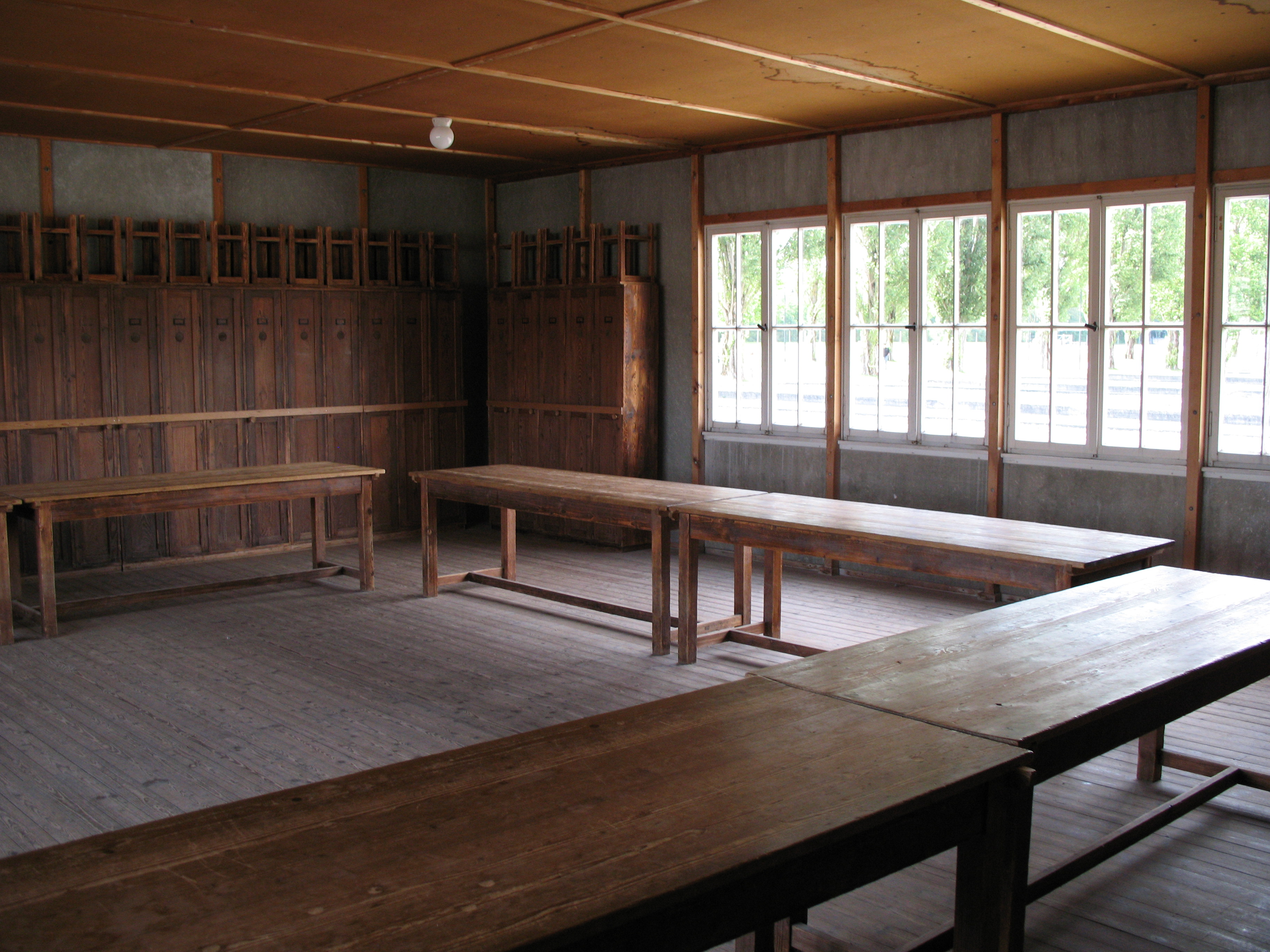
Wohnbereich in einer Baracke des KZ Dachau, (Nachbau, heutige Gedenkstätte)

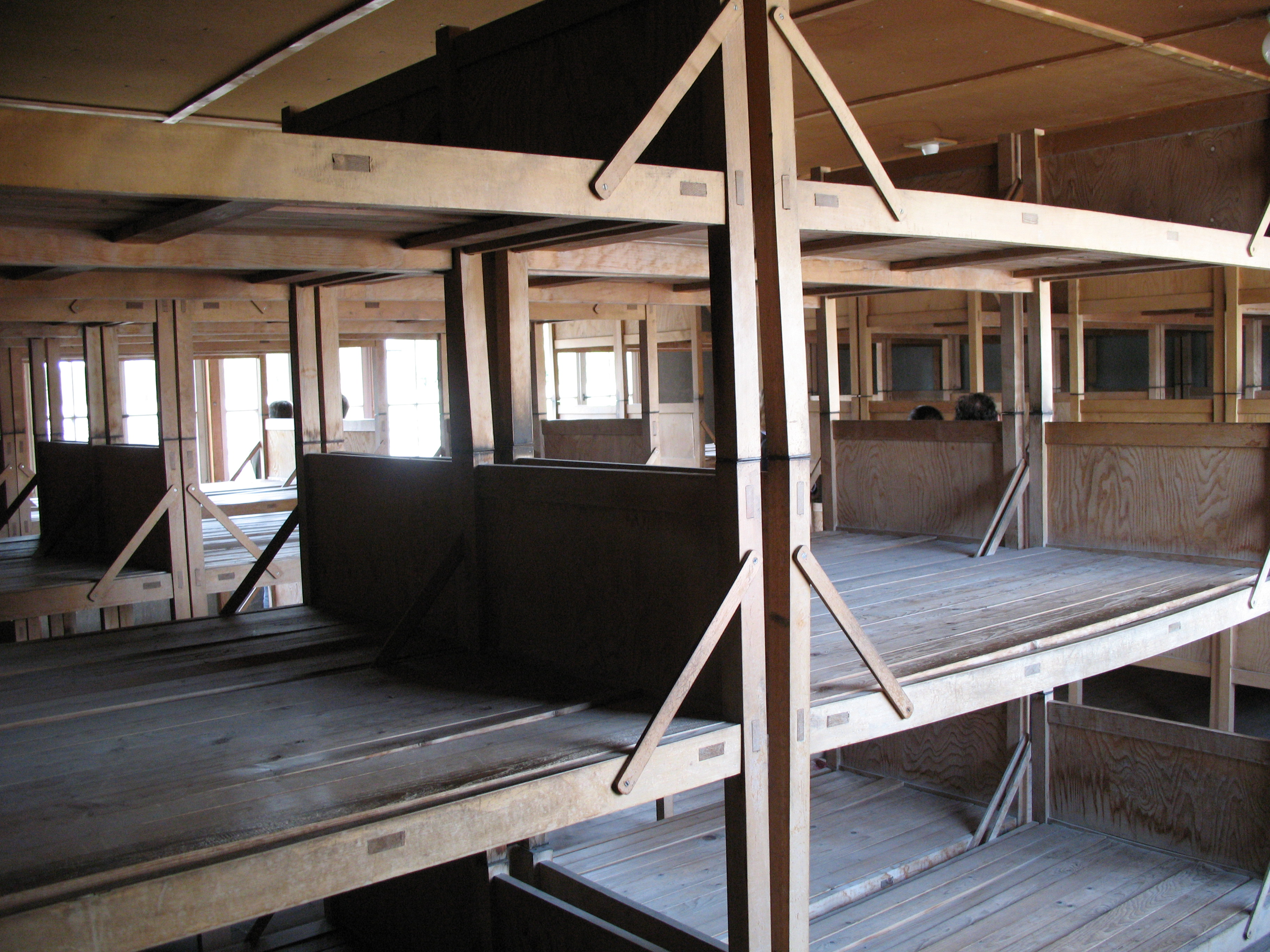
Schlafbereich in einer Baracke des KZ Dachau (Nachbau, heutige Gedenkstätte)

Im KZ Auschwitz I (Stammlager) waren die Häftlinge in ehemaligen gemauerten Kasernengebäuden untergebracht. Es gab 28 Blocks. Nicht alle wurden für Häftlinge verwendet.
Im KZ Auschwitz II (Birkenau) gab es drei verschiedene Arten von Baracken – gemauerte, aus Holz errichtete, und die so genannten Pferdestallbaracken (ebenfalls hölzerne, aber nicht so lange Hütten mit schmalen Dachluken). Bis auf zwei Kippfenster ließen sich die restlichen 17 Fenster nicht öffnen.
Innerhalb der Baracke gab es zwei kleine Räume (einen für den Blockältesten, einen als Brotlager), und in den großen Räumen 60 Zwischenwände. In diesen Boxen befanden sich dreistöckige Pritschen mit insgesamt 180 Liegeplätzen. In den Pferdestallbaracken war der Innenraum in 18 Verschläge aufgeteilt, die ursprünglich als Boxen für 52 Pferde dienen sollten.
Bei starker Belegung des gesamten KZ schliefen statt 15 oft sogar bis zu 45 Häftlinge auf einer Pritsche. In den gemauerten Baracken waren die Schlafstätten mit einer dünnen Lage Stroh bedeckt. In den Holzbaracken gab es zum Teil papierene und mit Holzwolle gefüllte Strohsäcke. Dazu wurden Decken ausgegeben.
Nach Mitteilungen des Auschwitz-Museums waren die Unterkunftsbedingungen wie die sanitären Verhältnisse im KZ Monowitz und in den übrigen Nebenlagern den geschilderten Verhältnissen sehr ähnlich.
Das KZ Dachau hatte 32 gleiche Wohnbaracken in zwei Reihen. Die Wände waren aus Steinen gemauert, der Boden war aus Beton, die Dächer mit Dachpappe abgedeckt. Die Baracken erhielten unter Kommandant Loritz die Bezeichnung „Blöcke“. Auf der rechten Seite der Lagerstraße wurden sie mit ungeraden arabischen Zahlen von 1 bis 29 gezählt, die linke Blockreihe war nummeriert mit geraden Zahlen von 2 bis 30. Die Häftlings-Wohnunterkünfte entsprachen dem damaligen Standard vom Kasernen im Deutschen Reich. Das gesamte Lager verfügte über eine moderne Einrichtung. Jeder Wohnblock umfasste vier Stuben für je 52 Personen. Eine Stube war unterteilt in Wohn- und Schlafraum. Der Wohnraum maß etwa 10 × 9 m und war mit Hockern, zehn Tischen, einem Kachelofen und schmalen Spinden ausgestattet. In seinem Spind hatte der Häftling seine Essschüssel, einen Aluminium-Teller, Becher, Besteck, ein Handtuch und eine Schuhbürste unterzubringen. Der Schlafraum hatte dreistufige Bettgestelle mit Strohsäcken, einem Kopfkissen mit Strohfüllung und zwei Decken. Das Bett wurde mit einem Betttuch bezogen. In den Zeiten, in denen die Kapazität der Gefangenen nicht überschritten wurde, besaß jeder Häftling einen Spind, ein Bett, einen Hocker und seinen Platz am Tisch. Die Lagerleitung verlangte extreme Sauberkeit in den Wohnbaracken, mehrmals täglich wurde geputzt und poliert, auch kam es zu Schikanen, wenn nicht sauber genug geputzt worden war.
KZ-Außenlager Ebensee – nach der ersten Ausbauphase bestand das Lager aus ca. 15 Wohnbaracken mit dreistöckigen Bettgestellen. So ausgestattet, wurden jeweils 500 Häftlinge in eine Baracke gepfercht. In der Endphase mussten bis zu ca. 600 Personen in einer Baracke unterkommen.
Im KZ Mauthausen war eine Normal-Baracke 52,61 Meter lang und 8,22 Meter breit. Außerdem war sie in zwei Teile eingeteilt: Stube „A“ links und Stube „B“ rechts. Jede Stube bestand aus zwei Zimmern, dem Aufenthaltsraum und einem Schlafraum. Die meisten Häftlinge durften sich allerdings nur im Schlafraum aufhalten, da der Aufenthaltsraum von den Funktionshäftlingen belegt und auch als Schlafraum genutzt wurde.
Selbst Baracken gab es nicht in allen Lagern, so waren im KZ-Außenlager Kaufering IV – Hurlach die Häftlinge in Erdhütten untergebracht.

## Film
- Ebbo Demant (Regie): Lagerstraße Auschwitz. 60 Minuten, D, Südwestfunk (SWF), Baden-Baden 1979, Mediennummer: 7018591 VHS (Erzählt wird in der Dokumentation die Geschichte einer Lagerstraße im KZ Auschwitz (Stammlager) mit 21 gemauerten, einmal aufgestockten Wohnblöcken, in die jeweils 500 bis 600 Menschen eingepfercht wurden).